# تایتان‌های نوجوان
تایتان‌های نوجوان (به انگلیسی: Teen Titans) که همچنین تحت عنوان‌های تایتان‌های نوجوان جدید و تایتان‌ها شناخته می‌شود، عنوان تیمی ابرقهرمانی در کتاب‌های کامیک آمریکایی منتشر شده توسط دی‌سی کامیکس است که ماجراهای آنها در دنیای دی‌سی روایت می‌شوند. تیتان‌های نوجوان توسط نویسنده باب هینی خلق شده‌است که برای اولین بار در شماره ۵۴ از مجموعه کمیک شجاع و جسور (ژوئیه ۱۹۶۴) حضور پیدا کردند. همان‌طور که از نام گروه پیداست، اعضای آن را ابرقهرمان‌های نوجوان تشکیل می‌دهند که بسیاری از آن‌ها نقش همراه را برای ابرقهرمان‌های والاتر دی‌سی در گروه لیگ عدالت ایفا می‌کنند. این تیم توسط کید فلش (والی وست)، رابین (دیک گریسون)، و آکوالد (گارث) برای اولین بار تأسیس شده‌است و سپس به دنبال اضافه شدن شخصیت واندرگرل (دانا تروی) در شمارهٔ ۶۰ (ژوئیه ۱۹۶۵) نام تایتان‌های نوجوان را اخذ کردند.
با این وجود طی سال‌ها اعضای جدیدی به این تیم اضافه شدند و اعضایی نیز از آن حذف شدند به خاطر تایتان‌های نوجوان (مجموعه تلویزیونی) و تایتان‌های نوجوان به پیش! اعضای شناخته شده تر این گروه عبارتند از دیک گریسون؛ استارفایر؛ بیست بوی؛ سایبورگ و ریون همچنین یک سریال تلوزیونی بر اساس این تیم ابرقهرمانی ساخته شده به نام تایتان‌ها.

## اعضاء
از مهم‌ترین شخصیت‌های این سری داستان‌ها که کار دی‌سی کامیکس است می‌توان به رابین، بیست بوی، واندر گرل، سوپربوی، میس مارشن، روی هارپر، بامبلبی، بلو بیتل، راکت، ناتاشا آیرنز، آیکون، تایگراس، ترا، ریون، سوپرگرل، استارفایر و خواهرش بلک‌فایر اشاره کرد.